# Little Italy (Chicago)
Als Little Italy wird ein Stadtteil von Chicago bezeichnet, der in den 1920er und 1930er Jahren ein Synonym für die Mafia in den USA geworden ist.

## Geschichte
In den 1920er Jahren kamen viele Emigranten aus Italien nach Amerika. Die meisten kamen ursprünglich aus Sizilien, Kalabrien, Apulien oder aus Neapel. Viele ließen sich in Chicago oder New York nieder.
Einer der bekanntesten Italo-Amerikaner war der aus Neapel stammende Alfonso Capone, besser bekannt als Al Capone, Oberhaupt des Chicago Outfit der La Cosa Nostra.

## Little Italy heute
In Little Italy Chicago lebten in den 1990er Jahren ungefähr 1.280 Italiener bzw. Italo-Amerikaner. Die Zahl der Bürger italienischer Herkunft sank danach stetig, so waren es 2000 nur noch 1.018 Bürger.
Das gastronomische Angebot in Little Italy wird vor allem durch Pizzerien
und Restaurants bestimmt, das bis heute berühmteste Restaurant ist das Maggiano's.

## Feste in Little Italy
Sowohl in Little Italy Chicago als auch in Little Italy New York, wird jährlich am 19. September das Fest vom Heiligen Januarius (Festa di San Genaro) gefeiert. An diesen besonderen Tag feiern die Italiener auch den Volkstanz Tarantella.